# 斛律羌举
斛律羌举（？—？），太安郡（今山西省晋中市）人，北魏、东魏官员。

## 生平
斛律羌举家族世代为部落酋长，父亲斛律谨是北魏龙骧将军、武川镇将。斛律羌举年少时骁勇果敢有胆量和魄力。永安年间，斛律羌族随尔朱兆进入洛阳，有战功，深得尔朱兆的喜爱和厚待，经常跟随尔朱兆征讨。高欢击败尔朱兆后，斛律羌举与綦连猛、乞伏贵和逃亡。等到被抓获后，三人各自被杖罚了一百棍。綦连猛被发配给尉景，乞伏贵和被发配给娄昭。因为斛律羌举是已故酋长的儿子，所以没有发配给人，高欢对斛律羌举忠于自己的主君非常赞赏。不久斛律羌举、綦连猛、乞伏贵和都成为高欢的亲信。
天平年间，斛律羌举出任大都督，接受命令率领步兵骑兵三千人引导各路军队向西袭击夏州，攻克了州城。天平四年（537年）十月，斛律羌举跟随高欢进攻西魏，大军渡过黄河后，十月癸巳（537年11月19日）早晨，高欢指挥军队准备与宇文泰交战。晡时，东魏军队到达渭曲，高欢召集将军们共同商议大计。斛律羌举建议说：“宇文黑獭聚集凶党，强弱形势可以想见。他们如果想固守，没有粮草后援的保障。现在估计他的情况，是想要决一死战，如同疯狗一样，说不定会咬人一口。况且渭曲芦苇丛深，烂泥淤积，无法用力。如果我们不与他们交战，直接前往咸阳，咸阳空虚，可以不战而胜。拔掉了根本，他们没有可以回去的地方，宇文黑獭的首级就可以挂在军门上。”高欢问：“放火焚烧芦苇丛，怎么样？”侯景说：“我们应当活捉宇文黑獭，把他带到老百姓面前展示，如果他在人群中被烧死，谁会相信他真的死了！”彭乐盛气凌人地请求出战，说：“我们人多，敌军人少，一百人抓一个人，还有什么必要担心打不赢！”高欢接受了彭乐的意见，最后和西魏在渭水河滨展开沙苑之战，东魏大军战败。
天平末年，颍川郡人张俭聚众反叛，向西和西魏联系，斛律羌举随都督侯景和高昂前往讨伐，将他平定。元象年间，斛律羌举出任清州刺史，封密县侯。兴和初年，高欢任命斛律羌举为中军大都督，斛律羌举不久又转任东夏州刺史。这时高欢想要招抚远方的少数民族，就命令斛律羌举到阿至罗出使，宣扬国家的威势和德政，斛律羌举前后出使都完成了任务，很得高欢的赏识。斛律羌举后来患上疫病，医生用针刺穿他的胸口，再用竹筒吸出脓液，快要痊愈时，斛律羌举因为发怒伤口破裂而死，时年虚岁三十六。高欢深深地悼念惋惜，赠予仪同三司、并恒二州诸军事、恒州刺史，斛律羌举的儿子斛律孝卿继承爵位。

## 家庭

### 祖父
- 斛律千，北魏武川公[9]

### 父亲
- 斛律谨，北魏龙骧将军、武川镇将

### 子女
- 斛律孝卿，隋朝民部尚书、武阳子

## 延伸阅读
[在维基数据编辑]
 《北齊書/卷20》，出自李百药《北齊書》
 《北史·卷053》，出自李延壽《北史》